# Nasty woman

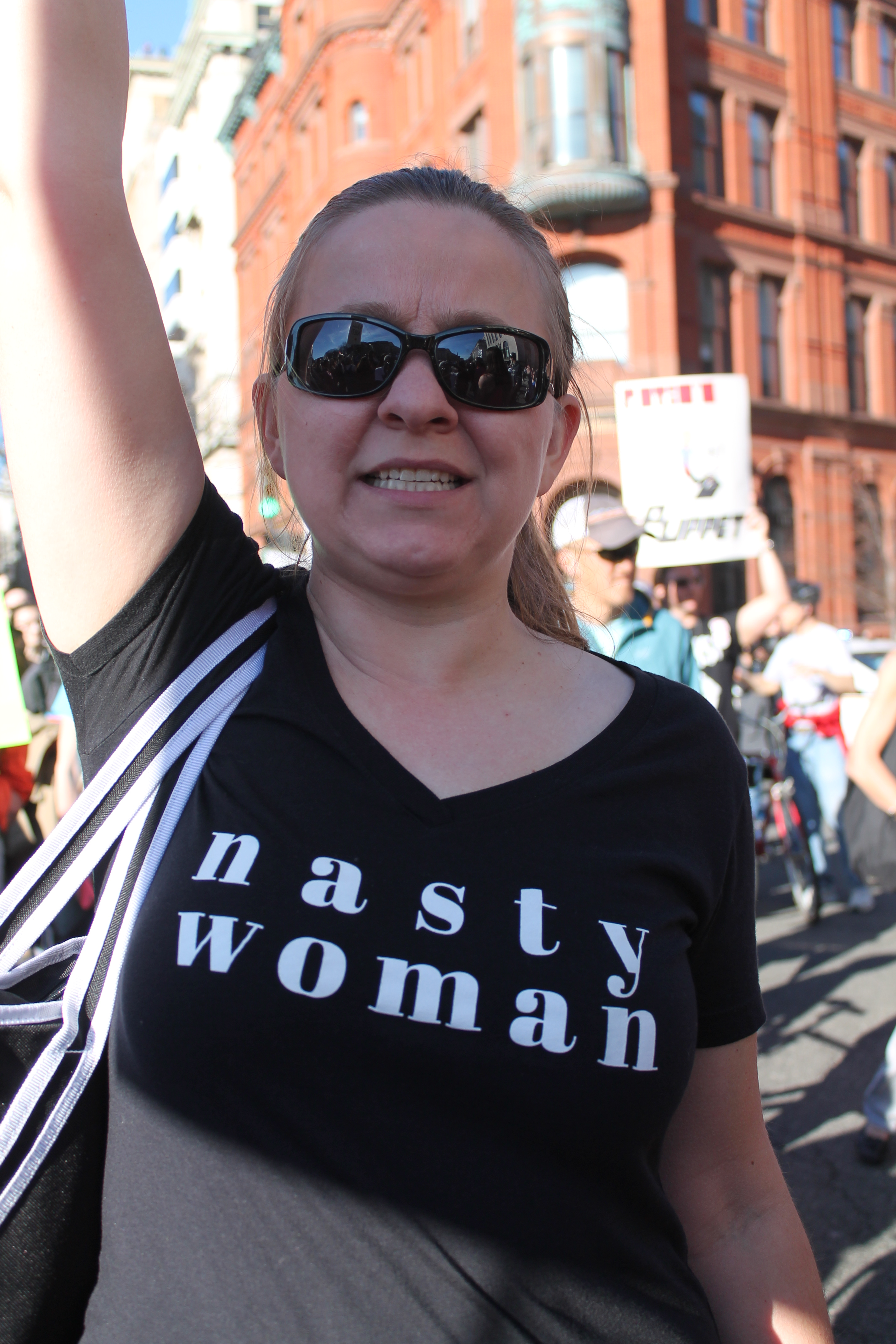
Uma manifestante vestindo uma camisa com os dizeres "Nasty woman" durante uma manifestação contra Donald Trump em Nova Iorque, em fevereiro de 2017.

Nasty woman (Mulher desagradável, em português brasileiro; Mulher malvada, em português europeu) foi uma frase utilizada pelo candidato republicano à Presidência dos Estados Unidos na eleição de 2016, Donald Trump, para referir-se à oponente democrata Hillary Clinton durante o terceiro debate presidencial. A frase tornou-se notícia mundial e um chamamento para algumas eleitoras, que lançaram um movimento feminista com o mesmo nome.
A frase influenciou memes, a cultura popular, livros e revistas, exposições de arte, produções de teatro e concertos, bem como tornou-se um grito de guerra pelos direitos das mulheres e contra Trump.